# Dlouhá Loučka (Svitavyi járás)
Dlouhá Loučka település Csehországban, a Svitavyi járásban. Dlouhá Loučka Útěchov, Městečko Trnávka, Moravská Třebová, Pohledy és Křenov településekkel határos. Lakosainak száma 554 fő (2024. január 1.).

## Népesség
A település lakosságának változását az alábbi diagram mutatja:
| Lakosok száma | 1659 | 1728 | 1515 | 720  | 560  | 562  | 545  | 556  | 562  | 554  |
|               | 1869 | 1890 | 1921 | 1950 | 1980 | 2001 | 2017 | 2019 | 2022 | 2024 |